# Flyin' the Flannel
Flyin' the Flannel é o quarto álbum de estúdio do fIREHOSE, uma banda estadunidense de Rock alternativo. Este álbum foi lançado no ano de 1991, e foi o primeiro álbum da banda a ser lançado pela Columbia Records. Os seus arranjos e o seu estilo de som é considerado completamente diferente do seu antecessor, o "Fromohio".

## Faixas
1. "Down with the Bass"
2. "Up Finnegan's Ladder"
3. "Can't Believe"
4. "Walking the Cow" (Daniel Johnston)
5. "Flyin' the Flannel"
6. "Epoxy, for Example"
7. "O'er the Town of Pedro"
8. "Too Long"
9. "The First Cuss"
10. "Anti-misogyny Maneuver"
11. "Toolin'"
12. "Song for Dave Alvin"
13. "Tien an Man Dream Again"
14. "Lost Colors"
15. "Towin' the Line"
16. "Losers, Boozers and Heroes"